# کمتووتسی
کمتووتسی (به بلغاری: Kmetovtsi) یک منطقهٔ مسکونی در بلغارستان است که در شهرستان گابروو واقع شده‌است.